# Groeve Einde Plenkertweg

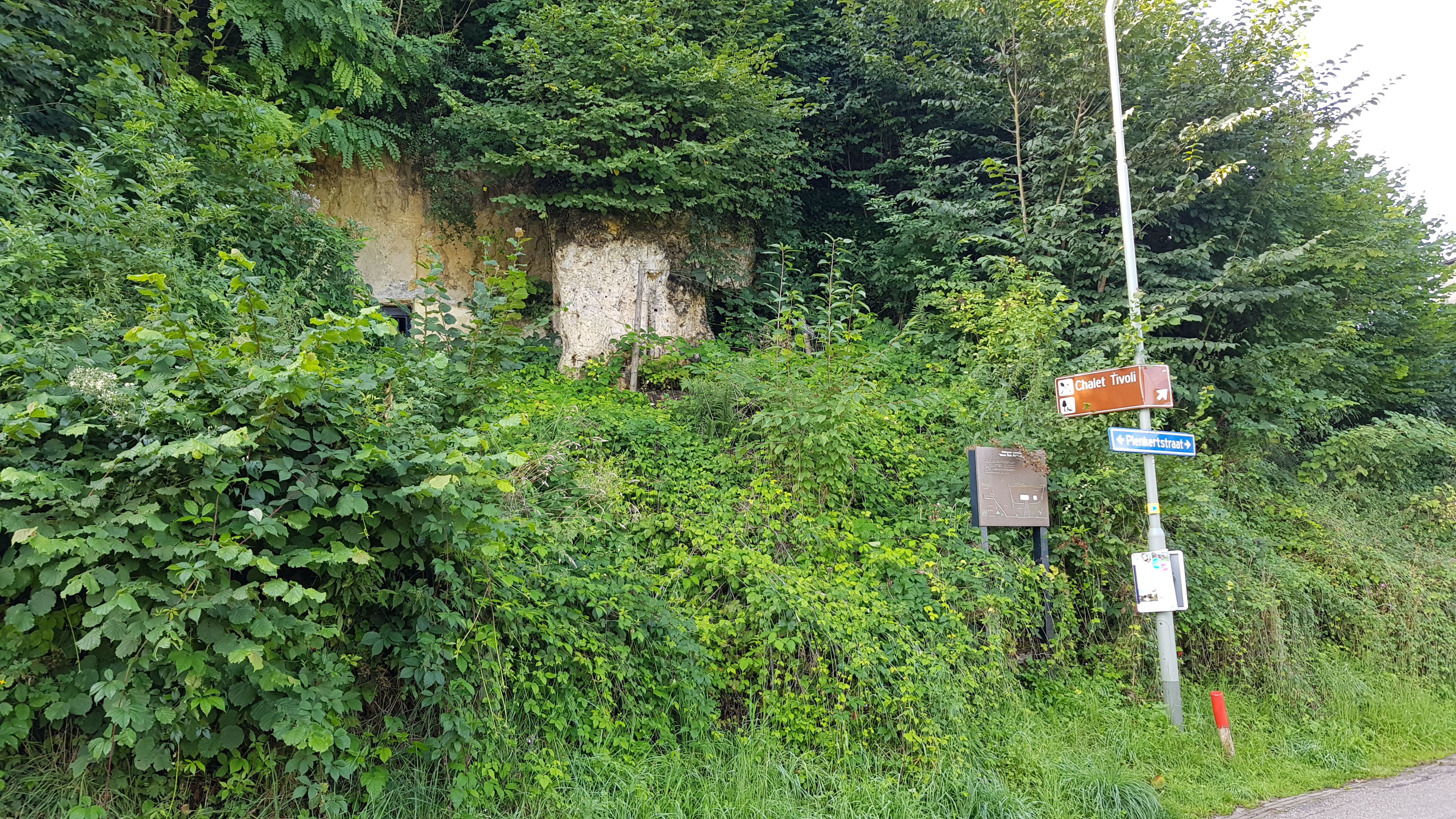
Groeve Einde Plenkertweg

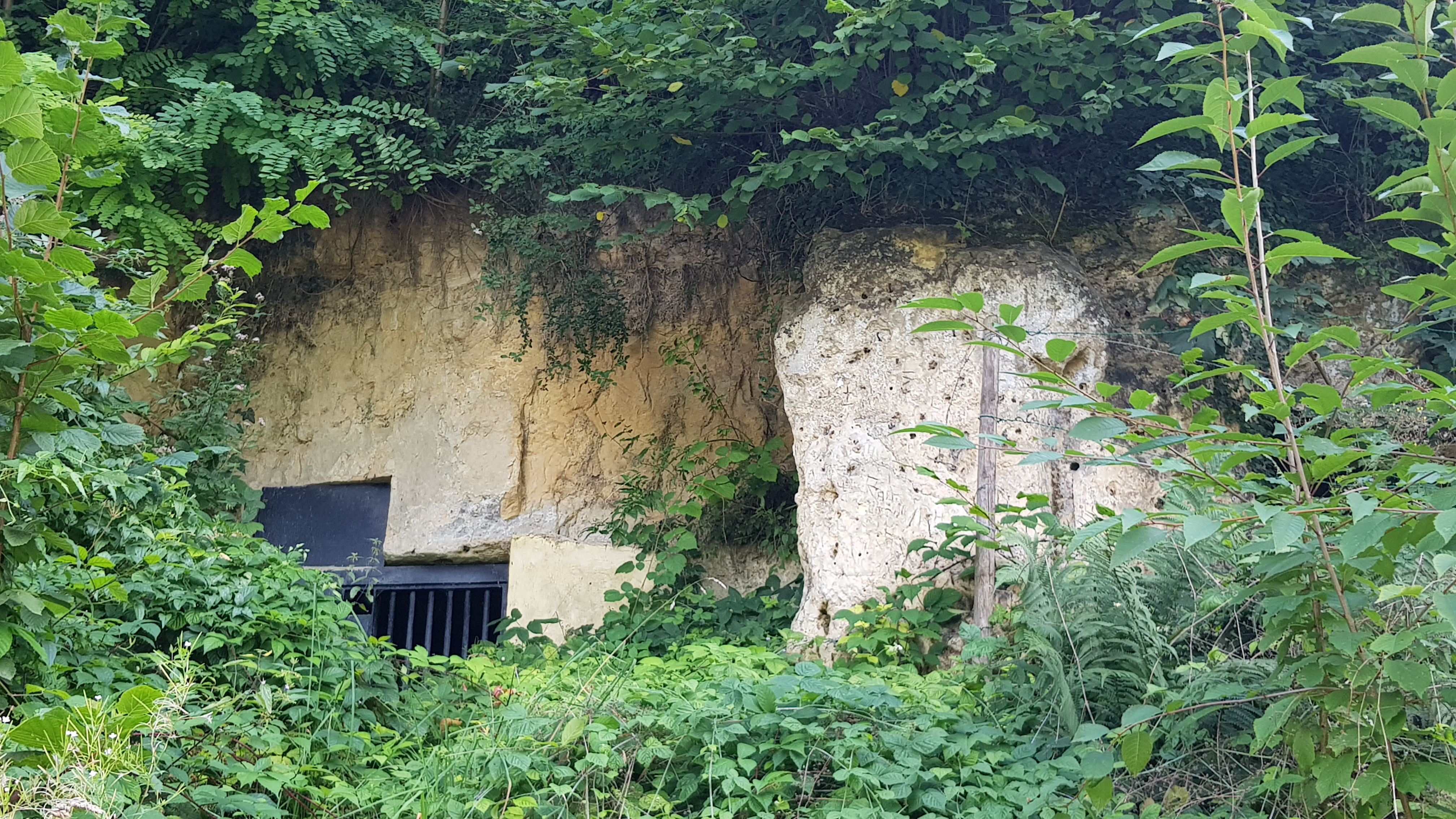

De Groeve Einde Plenkertweg is een Limburgse mergelgroeve en geologisch monument in Nederlands Zuid-Limburg in de gemeente Valkenburg aan de Geul. De ondergrondse kalksteengroeve ligt bij buurtschap Plenkert ten westen van Valkenburg aan de Plenkertstraat. De groeve ligt aan de noordwestelijke rand van het Polferbos op de noordelijke rand van het Plateau van Margraten in de overgang naar het Geuldal. Ter plaatse duikt het plateau een aantal meter steil naar beneden.
Op ongeveer 600 meter naar het westen ligt de Viltergroeve, op ongeveer 30 meter naar het westen ligt het Pompstation Heytgracht, op ongeveer 45 meter naar het zuidwesten ligt de Carolusgroeve en op ongeveer 250 meter naar het oosten bevinden zich de Romeinse Katakomben en de Heidegroeve.

## Geschiedenis
De groeve werd door blokbrekers ontgonnen voor de winning van kalksteenblokken.

## Groeve
De Groeve Einde Plenkertweg bestaat uit een eenmaal vertakte gang van tien meter lengte.
De ingang van de groeve is afgesloten, zodanig dat vleermuizen de groeve kunnen gebruiken als verblijfplaats.
De beheerder van de groeve is de gemeente Valkenburg. In 2017 werd de groeve op veiligheid onderzocht en goedgekeurd.

## Geologie
De groeve werd aangelegd in het hoogste deel van de Kalksteen van Nekum uit de Formatie van Maastricht. De groeve werd ontgonnen omdat men op zoek was naar goed bruikbare bouwstenen voor de bouwen van huizen. Bij de ontginning van de groeve bleek al snel dat de kwaliteit van de kalksteen in de groeve te slecht was om bouwstenen van te zagen. De kalksteen is op dit niveau erg wisselend in de samenstelling. Hierdoor is deze kalksteen niet bestand tegen weersinvloeden zoals regen en vorst. Het type fossiel dat in deze kalksteen het meest wordt aangetroffen is dat van zee-egels van de soort Hemipneustes striatoradiatus, waarvan men meestal maar enkele brokstukken in de mergel terugvindt.
Boven de groeve-ingang is in de kalksteenwand de Horizont van Caster te zien met daarboven de Kalksteen van Meerssen.